# Armin Mair
Armin Mair (* 5. August 1977 in Meran) ist ein ehemaliger italienischer Naturbahnrodler. Um die Jahrtausendwende zählte er mit seinem Bruder David Mair zur Weltspitze im Doppelsitzer. Nachdem sie jeweils einmal Juniorenwelt- und Junioreneuropameister geworden waren, wurden sie im Jahr 2000 Weltmeister im Doppelsitzer und 2001 Weltmeister im Mannschaftswettbewerb und gewannen 1999 sowie 2001 weitere zwei Medaillen bei Welt- und Europameisterschaften. Zudem gewannen sie sieben Weltcuprennen und in der Saison 1999/2000 den Doppelsitzer-Gesamtweltcup. Weil David Mair zum Skeleton wechselte, startete Armin Mair ab 2002 mit Johannes Hofer und gewann mit ihm im Jahr 2005 weitere zwei Weltmeisterschafts-Medaillen.

## Karriere
Ab 1995 startete Armin Mair gemeinsam mit seinem drei Jahre jüngeren Bruder David bei internationalen Juniorenmeisterschaften. Gleich bei ihrem ersten Antreten bei der Junioreneuropameisterschaft 1995 in Fénis gewannen die Mair-Brüder die Goldmedaille im Doppelsitzer. Ein Jahr später erreichten sie bei der Junioreneuropameisterschaft 1996 in Szczyrk den zweiten Platz hinter ihren Landsleuten Gerd Mittermair und Werner Töchterle. Im Jahr 1997 nahmen die Mair-Brüder erstmals an einem Titelkampf in der Allgemeinen Klasse teil und erzielten bei der Europameisterschaft 1997 in Moos in Passeier den fünften Platz. Einen Monat später gewannen sie bei der ersten Juniorenweltmeisterschaft in Aosta abermals die Goldmedaille. Bei der Weltmeisterschaft 1998 in Rautavaara wurden sie Sechste und bei der Europameisterschaft 1999 in Szczyrk gewannen sie mit dem dritten Platz ihre erste Medaille in der Allgemeinen Klasse.
Ab der Saison 1998/1999 waren die Mair-Brüder auch im Doppelsitzer-Weltcup erfolgreich. An Weltcuprennen im Einsitzer nahm Armin Mair fast nie teil. Sie erreichten in der Saison 1998/1999 zunächst drei vierte Plätze und feierten beim Saisonfinale in Aurach ihren ersten Weltcupsieg, womit sie Vierte im Gesamtweltcup wurden. Die Saison 1999/2000 war für die beiden Brüder die erfolgreichste. Nachdem sie bei den ersten beiden Weltcuprennen jeweils den zweiten Platz belegt hatten, feierten sie am 23. Januar 2000 in Gummer ihren zweiten Weltcupsieg. Eine Woche später wurden sie in Olang Weltmeister im Doppelsitzer. Nach einem dritten Platz im vierten Weltcuprennen der Saison gewannen Armin und David Mair die letzten beiden Weltcuprennen in Železniki und Aosta und sicherten sich dadurch mit 40 Punkten Vorsprung auf die Österreicher Reinhard Beer und Herbert Kögl den Gesamtweltcupsieg.
In der Saison 2000/2001 gewannen die Mair-Brüder das Weltcuprennen in Lüsen und standen weitere zweimal auf dem Podest. Im Gesamtweltcup wurden sie allerdings von den Österreichern Wolfgang und Andreas Schopf, die die letzten beiden Saisonrennen gewannen, um 15 Punkte auf Platz zwei verwiesen. Auch bei der Weltmeisterschaft 2001 in Stein an der Enns siegten Schopf/Schopf vor Mair/Mair, die nach dem ersten Lauf noch in Führung lagen, im zweiten aber nur die viertschnellste Zeit erzielten. Im erstmals ausgetragenen Mannschaftswettbewerb hingegen gewannen Mair/Mair mit Sonja Steinacher und Anton Blasbichler im Team Italien I die Goldmedaille. In der Saison 2001/2002 gewannen die Mair-Brüder nach einem fünften Platz zum Auftakt in Olang das zweite Weltcuprennen in Olang und anschließend den Parallelwettbewerb in Triesenberg, womit sie zur Halbzeit punktegleich mit den Polen Andrzej Laszczak und Damian Waniczek im Gesamtweltcup führten. In den letzten drei Weltcuprennen wurde sie dann zweimal Vierte und einmal Dritte und fielen schließlich im Endklassement hinter Laszczak/Waniczek und Beer/Kögl auf den dritten Platz zurück. An der Europameisterschaft 2002 am Saisonende in Frantschach-Sankt Gertraud nahm David Mair nicht teil, weshalb Armin Mair zusammen mit Michael Graf im Doppelsitzer startete. Sie belegten den siebenten Platz.
David Mair wechselte nach diesem Winter zum Skeleton und Armin Mair fuhr fortan mit dem sechs Jahre jüngeren Johannes Hofer im Doppelsitzer, der bis dahin noch nicht im Weltcup gestartet war. In ihrer ersten gemeinsamen Saison 2002/2003 nahmen sie nur an drei der sechs Weltcuprennen teil und erzielten dabei Platzierungen zwischen Rang sechs und Rang acht. Bei der Weltmeisterschaft 2003 in Železniki blieben sie wegen eines Sturzes im zweiten Durchgang ohne Resultat. In den nächsten beiden Jahren nahmen Armin Mair und Johannes Hofer an allen Weltcuprennen teil. Sie erreichten immer Platzierungen zwischen Rang vier und sechs und verfehlten einen Podestplatz mehrmals nur knapp. Am nächsten kamen sie einem solchen am 8. Januar 2005 in Unterammergau, als sie nur vier Hundertstelsekunden langsamer als die drittplatzierten Denis Alimow und Roman Molwistow waren. Sowohl in der Saison 2003/2004 als auch in der Saison 2004/2005 erreichten sie als jeweils bestes italienisches Doppelsitzerpaar den sechsten Platz im Gesamtweltcup. Bei der Europameisterschaft 2004 in Hüttau blieben sie mit einem fünften Platz ihren Weltcupergebnissen treu, doch bei der Weltmeisterschaft 2005 in Latsch gewannen Armin Mair und Johannes Hofer zwei Medaillen. Am ersten Wettkampftag gewannen sie mit den beiden Einsitzern Renate Gietl und Anton Blasbichler die Bronzemedaille im Mannschaftswettbewerb und am nächsten Tag hinter den Russen Porschnew/Lasarew und vor den Polen Laszczak/Waniczek die Silbermedaille im Doppelsitzer. Nach der Saison 2004/2005 beendete Armin Mair seine Karriere, während Johannes Hofer noch zwei weitere Jahre an Wettkämpfen teilnahm.

## Erfolge im Naturbahnrodeln

### Weltmeisterschaften
- Rautavaara 1998: 6. Doppelsitzer (mit David Mair)
- Olang 2000: 1. Doppelsitzer (mit David Mair)
- Stein an der Enns 2001: 2. Doppelsitzer (mit David Mair), 1. Mannschaft
- Latsch 2005: 2. Doppelsitzer (mit Johannes Hofer), 3. Mannschaft

### Europameisterschaften
- Moos in Passeier 1997: 5. Doppelsitzer (mit David Mair)
- Szczyrk 1999: 3. Doppelsitzer (mit David Mair)
- Frantschach 2002: 7. Doppelsitzer (mit Michael Graf)
- Hüttau 2004: 5. Doppelsitzer (mit Johannes Hofer)

### Juniorenweltmeisterschaften
- Aosta 1997: 1. Doppelsitzer (mit David Mair)

### Junioreneuropameisterschaften
- Fénis 1995: 1. Doppelsitzer (mit David Mair)
- Szczyrk 1996: 2. Doppelsitzer (mit David Mair)

### Weltcup
- Gesamtweltcupsieg im Doppelsitzer in der Saison 1999/2000
- 2. Platz im Doppelsitzer-Gesamtweltcup in der Saison 2000/2001
- 3. Platz im Doppelsitzer-Gesamtweltcup in der Saison 2001/2002
- 13 Podestplätze, davon 7 Siege:

| Datum             | Ort         | Land          | Disziplin    |
| ----------------- | ----------- | ------------- | ------------ |
| 7. Februar 1999   | Aurach      | Österreich    | Doppelsitzer |
| 23. Januar 2000   | Gummer      | Italien       | Doppelsitzer |
| 20. Februar 2000  | Železniki   | Slowenien     | Doppelsitzer |
| 27. Februar 2000  | Aosta       | Italien       | Doppelsitzer |
| 14. Januar 2001   | Lüsen       | Italien       | Doppelsitzer |
| 16. Dezember 2001 | Olang       | Italien       | Doppelsitzer |
| 19. Dezember 2001 | Triesenberg | Liechtenstein | Doppelsitzer |

### Italienische Meisterschaften
- Italienischer Meister im Doppelsitzer 2004 und 2005 (mit Johannes Hofer)[3]